# Cnephaeus pachyotis
Cnephaeus pachyotis is een zoogdier uit de familie van de gladneuzen (Vespertilionidae). De wetenschappelijke naam van de soort werd voor het eerst geldig gepubliceerd door Dobson in 1871.